# Bartolomé Salvá Vidal
Bartolomé Salvá Vidal (* 20. November 1986 in Cala Millor) ist ein ehemaliger spanischer Tennisspieler.

## Leben und Karriere
Salvá Vidal konnte 2007 seine größten Erfolge auf der ATP World Tour erzielen: Gemeinsam mit Rafael Nadal, der wie Salvá Vidal von Mallorca stammt, erreichte er in Chennai und Barcelona zweimal ein Doppel-Finale. Beide Male unterlagen die beiden Spanier in zwei Sätzen. Darüber hinaus gelangen Salvá Vidal keinen größeren Erfolge mehr. Auch auf der zweitklassigen Challenger Tour blieb ein Turniersieg aus, lediglich bei Future-Turnieren konnte sich Salvá Vidal sechs Einzel- und einen Doppeltitel sichern. Bei Grand-Slam-Turnieren erreichte er nie die Hauptrunde. Im Januar 2011 bestritt er sein letztes Spiel bei einem Future-Turnier in Spanien.

## Erfolge
| Legende (Anzahl der Siege)  |
| Grand Slam                  |
| ATP World Tour Finals       |
| ATP World Tour Masters 1000 |
| ATP World Tour 500          |
| ATP World Tour 250          |

### Doppel

#### Finalteilnahmen
| Nr. | Datum          | Turnier   | Belag     | Partner      | Finalgegner                  | Ergebnis   |
| --- | -------------- | --------- | --------- | ------------ | ---------------------------- | ---------- |
| 1.  | 8. Januar 2007 | Chennai   | Hartplatz | Rafael Nadal | Xavier Malisse Dick Norman   | 6:74, 6:74 |
| 2.  | 30. April 2007 | Barcelona | Sand      | Rafael Nadal | Andrei Pavel Alexander Waske | 3:6, 6:71  |